# Pi Hydrae
Pi Hydrae (π Hya / 49 Hydrae / HD 123123) es una estrella en la constelación de Hidra.
De magnitud aparente +3,26, es la quinta estrella más brillante de su constelación después de Alfard (α Hydrae), γ Hydrae, ζ Hydrae y ν Hydrae.
Se localiza 10º al norte de la brillante Menkent (θ Centauri).
Situada a 101 años luz de distancia, Pi Hydrae es una gigante naranja de tipo espectral K1III con una temperatura efectiva de 4660 K. Su luminosidad es 98 veces mayor que la luminosidad solar, emitiendo la mayor parte de su radiación en la región del infrarrojo invisible. Tiene un radio quince veces más grande que el del Sol y no se conoce con certeza su período de rotación, pudiendo ser este de aproximadamente un año.
Pi Hydrae muestra una metalicidad ligeramente inferior a la solar, en torno al 90% de la misma. Está considerada una estrella «pobre en cianógeno», siendo deficiente en carbono y/o nitrógeno. Posee una masa igual a 2,5 veces la masa solar y posiblemente es una estrella que fusiona su helio interno en carbono y oxígeno. Su edad se estima entre 600 y 750 millones de años y cuando nació era una caliente estrella blanco-azulada de tipo B9.